# فلزیاب لیزری
فلزیاب لیزری دارای کلید (LASER) لیزر و نرمال (NORMAL) مجزا از کلید لیزر یا مادون قرمز متعلق به قسمت حرارتی می‌باشد و از این قسمت برای افزایش توان سیستم در جهت تشخیص اهداف و منابع موجود در صحنه کار در جهت تفکیک و جداسازی بهره برده می‌شود، عامل انتشار مادون قرمز با شرایط مربوط به تنظیمات تفکیک و تشخیص (EDIT) یا (VDI DISC) و سطح و حجم ترشهولد (THRESHOLD) یا تارگت ایکس (TARGET X) را برای سیستم و هدف پدیدمی‌آورد.

## انتشار مادون قرمز یا لیزر در فلزیاب
هر نوع نوری از جریان، انرژی، تابش پرتو و حاصله الکترومغناطیس یا مغناطیس با تراکم بالا یا شدت الکترو مغناطیس پدید می‌آید به صورت عام در این‌گونه سیستم‌ها اشعه مادون قرمز یا لیزر (LASER) می‌نامند.
شرایط مختلفی برای بهره‌گیری از نور مادون قرمز در این‌دسته از سیستم‌ها وجود دارد اشعه نور قابل دید و غیرقابل دید در بعضی سیستم‌ها مادون قرمز قابل‌دید و غیرقابل دید می‌باشد که امکان دارد در یک سیستم هر دو این نوع نور با هم قرار داده شود.
بعد از این‌که اشعه مادون قرمز از سیستم ارسال گردید با سرعت زیادی در صحنه کار پراکنده می‌گردد.
اهداف یا منابع هر کدام به نسبت نوع خود دارای میزان مغناطیس و حرارت یا بار یونی منظم و نامنظم می‌باشد منابع و اهداف در لایه بیرونی اطراف خود به‌طور طبیعی دارای اشعه مادون قرمز در حد خود یا به نسبت نیروهای ایستا، الکترو مغناطیس، مغناطیس و حرارت درونی خود می‌باشد که به استعاره به هاله اطراف منابع اشعه مادون قرمز ایستا می‌باشد.
به آن میزانی که از نظر تشعشع و ولتاژ یا الکترومغناطیس، مغناطیس یا نیرو که به همراه یا توسط اشعه مادون قرمز از سیستم در صحنه کار پراکنده می‌گردد توسط منابع یا اهدافی که از نظر جریان، انرژی، امواج، حرارت یا نور و اشعه مادون قرمز هم عرض یا هم ترکیب می‌باشد جذب می‌گردد یا علائم ارسالی از سیستم به‌وسیله اهداف یا منابعی که شرایط ذکر گردیده را دارا می‌باشند به سمت خود جذب نموده و به مادون قرمز ارسالی از سیستم به همراه تشعشع، مغناطیس، مادون قرمز ایستا و نیروی موجود در خود پاسخ می‌دهد یا از آنجا که هر هدفی یا منبعی با شرایط ذکر شده از خود دارای مادون قرمز می‌باشد به منابع ارسال کننده یا دریافت کننده مادون قرمز یا تشعشع و جریان یا انرژی بازتاب خواهد داشت و تشخیص این علائم بازگشت شده به توانائی، قدرت و نوع تنظیم سیستم بستگی دارد که این علائم را به چه صورت آشکار نماید.
در بعضی سیستم‌ها نوع انتشار مادون قرمز توسط اپراتور قابل تنظیم و کنترل می‌باشد و تعدادی از سیستم‌ها بنابر تنظیمات جدول تفکیک و تشخیص (VDI SCALE) و سطح و حجم یا ترشهولد (THRESHOLD) یا تارگت ایکس (TARGET X) نوع و میزان یا شدت مادون قرمز به صورت تعداد در زمان مشخص ارسال می‌نماید.

## حرارت و علائم مادون قرمز برای تشخیص
پایه اصلی تشخیص این نوع سیستم‌ها تشخیص دما یا حرارت می‌باشد که این منابع در خود مادون قرمز یا نیرو، جریان، مغناطیس یا الکترو مغناطیس را حتی به صورت اینرسی یا ایستا استاتیک را دارا خواهند بود و از آنجا که دما یا حرارت به همراه مادون قرمز و دیگر علائم به سمت ساختار مخالف به‌طور طبیعی حرکت می‌نمایند و این علائم سعی بر جریان و حرکت به سمت سطح زمین را خواهند داشت یا این حرکت جریان موجب می‌گردد که آن‌دسته از منابع که دارای این نوع علائم در زیر زمین هستند علائم خود را به سمت سطح زمین ارسال نمایند و توسط این دسته از سیستم‌های حرارتی قابل تشخیص گردند و این یکی از مهم‌ترین موضوعاتی می‌باشد که سیستم و اپراتور را در جهت تشخیص اهداف با این شرایط یاری می‌نماید.

## مادون قرمز یا لیزر و عبور از موانع
با توجه به آنکه بعضی سیستم‌ها ابزار جانبی ارسال مادون قرمز یا لیزر را دارند و مادون قرمز خود ذاتاً دارای تشعشعات الکترو مغناطیس می‌باشد علائم مادون قرمز ارسالی آین‌دسته از منابع نیز بر قدرت توان تشخیص سیستم می‌افزاید و الکترومغناطیس موجود در مادون قرمز یا لیزر قابل نفوذ از هر سطحی یا لایه‌ای می‌باشد و نیازی نیست نور موجود در این منابع از مانع عبور نماید زیرا الکترو مغناطیس و دیگر علائم مربوط به مادون قرمز یا لیزر از مانع به‌طور طبیعی عبور خواهند نمود بخصوص اگر یک عامل همسو خود را در سمت دیگر مانند یک هدف با دارا بودن حرارت، دما یا علائم مغناطیس یا نیروی ایستا را داشته باشند.